# Brinsley Butler (2e comte de Lanesborough)
Brinsley Butler (4 mars 1728 - 24 janvier 1779) est un homme politique irlandais et un pair. 

## Biographie
Il est le fils de Humphrey Butler, 1er comte de Lanesborough et de Mary Berry, fille de Richard Berry. Il succède à son père en tant que 2e comte de Lanesborough en 1768.
De 1751 à 1768, il est député pour le comté de Cavan à la Chambre des communes irlandaise, et est haut shérif de Westmeath en 1763.
Il est également franc-maçon et Grand Maître adjoint de la Grande Loge d'Irlande de 1753–56 et Grand Maître en 1757, poste qu'il occupe jusqu'à l'année suivante.

## Famille
Il épouse Jane Rochfort, fille de Robert Rochfort (1er comte de Belvedere) et de sa seconde épouse Mary Molesworth. Leurs enfants sont :
- Robert, 3e comte de Lanesborough ;
- Augustus, père de George Butler-Danvers, 5e comte de Lanesborough ;
- Mary, qui épouse George Ponsonby, Lord Chancelier d'Irlande ;
- Catherine, qui épouse George Marlay, un officier de l'armée, fils unique de George Marlay, évêque de Dromore ;
- Charlotte, qui épouse Hugh Debbing ;
- Caroline ;
- Sophia, qui épouse Luigi, Marquis Marescotti de Milan[2].

Sa veuve déménage en Italie avec ses filles célibataires, et là elle acquiert une réputation peu enviable d'immoralité et d'extravagance: en 1786, elle fuit Naples pour éviter d'être arrêtée pour dette. Lorsque sa fille Sophia épouse un noble milanais, le marquis Marescotti, Emma, Lady Hamilton demande méchamment si la mère avait vendu la fille pour payer ses dettes. Elle se remarie avec John King, qui a été son amant depuis quelque temps, et est décédée en 1828.